# Batalla de Arroyo Grande (Uruguay)
La batalla de Arroyo Grande fue un combate en el marco de la Invasión Portuguesa a la Banda Oriental iniciada en el 28 de octubre 1818

## Descripción
El general Fructuoso Rivera, luego de derrotar a las tropas lusobrasileñas lideradas por Bento Manuel Ribeiro en la batalla del Queguay Chico (4 de julio de 1818), tres meses después ―el 3 de octubre― fue sorprendido por un ejército de 4000 hombres liderados por el mismo Ribeiro, en las márgenes del río Negro, cerca del paso del Rabón.
Aunque logró escapar, en una espectacular hazaña guerrillera denominada la “Retirada del Rabón”, luego los portugueses, tres semanas después lo volvieron a encontrar, y esta vez Rivera no tendría tanta suerte.
La batalla se libró el 28 de octubre de 1818 entre las tropas artiguistas que comandaba Fructuoso Rivera y las portuguesas que comandaba Bento Manuel Ribeiro, a orillas del arroyo homónimo del actual departamento de Río Negro. Rivera fue totalmente derrotado y perdió más de 100 hombres.
- Datos: Q8244028